# Campeonato Mundial de Triatlón de 2004
El XVI Campeonato Mundial de Triatlón se celebró en Funchal (Madeira, Portugal) el 9 de mayo de 2004 bajo la organización de la Unión Internacional de Triatlón (ITU) y la Federación Portuguesa de Triatlón.

## Resultados
| Evento    | Oro                            | Plata                    | Bronce                      |
| --------- | ------------------------------ | ------------------------ | --------------------------- |
| Masculino | Bevan Docherty Nueva Zelanda   | Iván Raña · España       | Dmitri Gaag · Kazajistán    |
| Femenino  | Sheila Taormina Estados Unidos | Loretta Harrop Australia | Laura Reback Estados Unidos |

### Masculino
| Puesto            | Atleta            | País           |       |       |       | Final   |
| ----------------- | ----------------- | -------------- | ----- | ----- | ----- | ------- |
| Medalla de oro    | Bevan Docherty    | Nueva Zelanda  | 18:31 | 51:03 | 29:54 | 1:41:05 |
| Medalla de plata  | Iván Raña         | España         | 18:38 | 50:53 | 29:56 | 1:41:05 |
| Medalla de bronce | Dmitri Gaag       | Kazajistán     | 18:31 | 51:06 | 30:06 | 1:41:17 |
| 4                 | Timothy Don       | Reino Unido    | 18:34 | 51:00 | 30:26 | 1:41:37 |
| 5                 | Igor Sisoyev      | Rusia          | 17:53 | 51:46 | 30:20 | 1:41:37 |
| 6                 | Hamish Carter     | Nueva Zelanda  | 18:19 | 51:08 | 30:24 | 1:41:40 |
| 7                 | Shane Reed        | Nueva Zelanda  | 18:22 | 51:17 | 30:27 | 1:41:40 |
| 8                 | Javier Gómez Noya | España         | 18:17 | 51:22 | 30:27 | 1:41:43 |
| 9                 | Hirokatsu Tayama  | Japón          | 18:13 | 51:25 | 30:34 | 1:41:49 |
| 10                | Hunter Kemper     | Estados Unidos | 18:28 | 51:13 | 30:48 | 1:42:05 |

### Femenino
| Puesto            | Atleta            | País           |       |       |       | Final   |
| ----------------- | ----------------- | -------------- | ----- | ----- | ----- | ------- |
| Medalla de oro    | Sheila Taormina   | Estados Unidos | 17:53 | 58:10 | 34:17 | 1:52:17 |
| Medalla de plata  | Loretta Harrop    | Australia      | 18:33 | 57:30 | 34:29 | 1:52:28 |
| Medalla de bronce | Laura Reback      | Estados Unidos | 18:29 | 57:43 | 35:01 | 1:53:00 |
| 4                 | Joelle Franzmann  | Alemania       | 18:31 | 57:38 | 35:18 | 1:53:21 |
| 5                 | Vanessa Fernandes | Portugal       | 18:28 | 57:42 | 35:32 | 1:53:32 |
| 6                 | Machiko Nakanishi | Japón          | 18:36 | 57:34 | 35:32 | 1:53:34 |
| 7                 | Barbara Lindquist | Estados Unidos | 18:28 | 57:43 | 35:39 | 1:53:42 |
| 8                 | Julie Dibens      | Reino Unido    | 18:33 | 57:29 | 36:02 | 1:54:06 |
| 9                 | Ana Burgos        | España         | 19:50 | 58:36 | 34:02 | 1:54:25 |
| 10                | Akiko Sekine      | Japón          | 19:23 | 58:48 | 34:19 | 1:54:34 |

## Medallero
| Núm. | País           | Oro | Plata | Bronce | Total |
| ---- | -------------- | --- | ----- | ------ | ----- |
| 1    | Estados Unidos | 1   | 0     | 1      | 2     |
| 2    | Nueva Zelanda  | 1   | 0     | 0      | 1     |
| 3    | Australia      | 0   | 1     | 0      | 1     |
| 3    | España         | 0   | 1     | 0      | 1     |
| 5    | Kazajistán     | 0   | 0     | 1      | 1     |
|      | TOTAL          | 2   | 2     | 2      | 6     |